# Cecilia Carmen Xifreda
Cecilia Carmen Xifreda (n. 1 de junio de 1942 ) es una botánica, curadora, y profesora argentina. Desarrolló actividades académicas botánicas en el "Instituto de Botánica Darwinion", San Isidro (Buenos Aires). Además pertenece al equipo científico de la Comisión de , de la provincia de Buenos Aires.
Es profesora y directora de tesis, en la Facultad de Ciencias Veterinarias, de la Universidad Nacional del Centro de la Provincia de Buenos Aires.

## Intereses de investigación
Son: sistemática y evolución de plantas superiores. En particular, en diferentes aspectos de las plantas nativas de América del Sur, incluyendo taxonomía, micromorfología, citogenética, anatomía, biología molecular, y filogenia. En los estudios realizados en Lotus, se utilizaron métodos anatómicos, micromorfológicos y citogenéticos. Uno de los objetivos es determinar si los diferentes cultivares de Lotus glaber y L. corniculatus son homogéneos en relación con su número de cromosomas y, en las muestras presentadas por los productores privados, la apariencia y la frecuencia de los números cromosómicos.

## Algunas publicaciones
- Andrea m. Sanso, cecilia c. Xifreda. 2007. The Synonymy of Schickendantzia with Alstroemeria (Alstroemeriaceae) en línea

- a.c. Mallo, cecilia c. Xifreda. 2004. Sobre dos especies de Marsypianthes L. (Lamiaceae Ocimeae) del noreste argentino. Darwiniana 42 (1-4) : 201-206 artículo en línea

- cecilia c. Xifreda, a.c. Mallo. 2004. El género Glechon (Lamiaceae, Mentheae) en Argentina. Darwiniana 42 : 333-346

- --------------------------. mizué Kirizawa. 2003. Morphological, nomenclatural and taxonomic observations on Dioscorea monadelpha and D. subhastata (Dioscoreaceae) (Observaciones morfológicas, nomenclaturales y taxonómicas en Dioscorea monadelpha y D. subhastata (Dioscoreaceae). Darwiniana 41 (1-4): 207-215

- Andrea m. Sanso, cecilia c. Xifreda. 2003. Flora fanerogámica Argentina: fasciculo 85. 40b. Alstroemeriaceae. Córdoba (Argentina): ProFlora Conicet 14 pp. En Chromosome numbers, Anatomy and morphology, Keys. Geog 4 resumen en línea (enlace roto disponible en Internet Archive; véase el historial, la primera versión y la última). artículo en línea (enlace roto disponible en Internet Archive; véase el historial, la primera versión y la última).

- -------------------------, --------------------------. 2001. Generic Delimitation between Alstroemeria and Bomarea (Alstroemeriaceae). Annals of Botany 88 ( 6): 1057 doi = 10.1006/anbo.2001.1548 en línea (enlace roto disponible en Internet Archive; véase el historial, la primera versión y la última).

- cecilia c. Xifreda, a.c. Mallo. 2001. Citas nuevas o críticas para la Flora Argentina III: Cunila angustifolia (Lamiaceae: Mentheae). Darwiniana 39: 175-178

- --------------------------. 1999. Lamiaceae. En: Zuloaga, F. O. & Morrone, O. (eds.) Catálogo de las Plantas Vasculares de la República Argentina II. Dicotyledoneae. Monogr. Syst. Bot. Missouri Bot. Gard. 74: 768-781

- Andrea m. Sanso, cecilia c. Xifreda. 1999. The Synonymy of Schickendantzia with Alstroemeria (Alstroemeriaceae). Systematics and Geography of Plants 68 ( 1/2 ): 315-323. En Morphology, Anatomy and Systematics at the Centenary of Wilhelm Troll's Birth (1999)

- -------------------------, cecilia c. Xifreda. 1997. A morphological and taxonomic appraisal of the monotypic South American genus Schickendantzia (Alstroemeriaceae). Scripta Bot. Belgica 15, 139

- cecilia c. Xifreda, Andrea m. Sanso. 1996. Flora del valle de Lerma: Alstroemeriaceae Dumortier. Aportes Bot. Salta Ser. Flor 4 ( 7), 11 pp. en línea (enlace roto disponible en Internet Archive; véase el historial, la primera versión y la última).

- --------------------------, -------------------------. 1993. Kew Monocotyledons Symposium

- Andrea m. Sanso, cecilia c. Xifreda. 1998. Poster presentado en Monocots II, Second International Symposium on the Comparative Biology of the Monocotyledons. Sídney. Australia

- cecilia c. Xifreda, Andrea m. Sanso. 1992. Bomarea stricta is a synonym of Alstroemeria isabellana (Alstroemeriaceae). Darwiniana 31 : 355–356 en línea (enlace roto disponible en Internet Archive; véase el historial, la primera versión y la última).

- --------------------------. 1990. Los nombres científicos correctos de dos oréganos híbridos (Lamiaceae). Taxon Vol 39, N.º 3 , pp. 523-525

### Libros
- Andrea mariel Sanso, cecilia carmen Xifreda. 2003. 40b. Alstroemeriaceae. Flora fanerogámica Argentina. Proflora CONICET. 14 pp.

## Honores
Miembro
- Sociedad Argentina de Botánica

- La abreviatura «Xifreda» se emplea para indicar a Cecilia Carmen Xifreda como autoridad en la descripción y clasificación científica de los vegetales.[4]